# Hasen Ebrahim
Pour les articles homonymes, voir Ebrahim.
République fédérale démocratique d'Éthiopie
Hasen Ebrahim (Ge'ez: ሀሰን ኢብራሂም) est un des 112 membres du Conseil de la Fédération éthiopien. Il est un des 4 conseillers de l'État Somali et représente le peuple Somali.